# 小池美波
小池美波（日语：／ Koike Minami */?，1998年11月14日—）是日本前偶像藝人，為女子偶像團體櫻坂46前成員，兵庫縣西宮市出身，前所屬經紀公司為Seed & Flower。2015年以櫸坂46一期生身分出道。2025年5月30日自櫻坂46畢業。

## 經歷
1998年11月14日，小池出生於兵庫縣，為家中獨生女。幼稚園時，在繪畫教室學了素描、水彩畫以及油畫。小學二年級時參加了舞蹈社。小學六年級時，因為憧憬NMB48的渡邊美優紀，開始對偶像感興趣。中學時，參加軟式網球社，後來轉入美術社，並擔任副社長。中學二年級時對乃木坂46感到著迷，於是在高中二年級時參加了鳥居坂46一期生的徵選。
2015年8月21日，通過最後審查正式成為更名後的櫸坂46創團成員。徵選時演唱的曲目是石川曈的《まちぶせ》。合格後轉校，並前往東京。
2016年4月6日，以櫸坂46第一張單曲《沉默的多數》而正式出道。10月17日，獲選為櫸坂46第3張單曲《兩人季節》的選拔成員，並且首次站在第一排。
2017年3月，從高中畢業。4月4日，開始在廣播節目《熱播室》擔任助理主持，並成為固定班底。
2019年8月5日，幻冬舍宣布替其推出在中國上海拍攝的寫真集。9月25日，發行個人第一本寫真集《青春の瓶詰め》，首週銷量為1.8萬本，並獲得並連續兩周取得Oricon公信榜書籍週榜寫真集部門第一位，發行5週連續維持於排行榜前10位以內，累計銷量約2.5萬本。
2021年10月13日發行的櫻坂46第三張單曲《流彈》的收錄曲《Sonia》中首次擔任Center。
2022年11月14日，在24歲生日當天，開設個人Instagram帳號。
2023年10月19日，官方宣布小池因健康狀況不佳需要休養，而暫停櫻坂46的活動。同日，小池亦在部落格上表示暫停活動，但其部落格仍有更新。12月11日，在部落格上宣布自己患有恐慌症，並表示將暫停更新部落格。
2024年5月14日，在部落格上宣布正式回歸櫻坂46的活動。6月15日，於「櫻坂46 4th ARENA TOUR 2024 新・櫻前線 –Go on back?– IN 東京巨蛋」中重返舞台。
2025年1月14日，在櫻坂46官網的個人部落格宣布將於第11張單曲《UDAGAWA GENERATION》的活動結束後畢業。3月20日，於幕張Event Hall舉行的「Buddies感謝祭2025」中舉辦畢業典禮。3月24日，最後一次出演櫻坂46的冠名節目《轉角就是櫻坂？》。5月30日，參加補辦的線上個別見面會後，正式結束所有在櫻坂46的活動。。5月31日，小池位於櫻坂46官方網站內的個人部落格正式關閉。

## 音樂作品
- 標註「★」符號表示該首歌曲有拍攝MV。

### 單曲
櫸坂46
|     | 發行日期       | 單曲名稱         | 參與歌曲名稱     | MV | 備註            |
| --- | -------------- | ---------------- | ---------------- | -- | --------------- |
| 1st | 2016年04月06日 | 沉默的多數       | 沉默的多數       | ★  | 出道作品        |
| 1st | 2016年04月06日 | 沉默的多數       | 牽手回家吧       | ★  |                 |
| 1st | 2016年04月06日 | 沉默的多數       | 沒有你           |    |                 |
| 2nd | 2016年08月10日 | 世界上只有愛     | 世界上只有愛     | ★  |                 |
| 2nd | 2016年08月10日 | 世界上只有愛     | 談談未來吧…      | ★  |                 |
| 3rd | 2016年11月30日 | 兩人季節         | 兩人季節         | ★  |                 |
| 3rd | 2016年11月30日 | 兩人季節         | 大人都不相信     | ★  |                 |
| 3rd | 2016年11月30日 | 兩人季節         | 制服與太陽       | ★  |                 |
| 4th | 2017年04月05日 | 不協和音         | 不協和音         | ★  |                 |
| 4th | 2017年04月05日 | 不協和音         | W-KEYAKIZAKA之詩 | ★  | 櫸&平假名櫸坂組 |
| 4th | 2017年04月05日 | 不協和音         | 獨特自我         |    |                 |
| 5th | 2017年10月25日 | 就算風吹         | 就算風吹         | ★  |                 |
| 5th | 2017年10月25日 | 就算風吹         | 避雷針           | ★  |                 |
| 6th | 2018年03月07日 | 打破玻璃！       | 打破玻璃！       | ★  |                 |
| 6th | 2018年03月07日 | 打破玻璃！       | 該回去森林了吧？ | ★  |                 |
| 6th | 2018年03月07日 | 打破玻璃！       | 浴室旅程         | ★  |                 |
| 7th | 2018年08月15日 | 矛盾心理         | 矛盾心理         | ★  |                 |
| 7th | 2018年08月15日 | 矛盾心理         | Student Dance    | ★  |                 |
| 7th | 2018年08月15日 | 矛盾心理         | I'm out          |    |                 |
| 7th | 2018年08月15日 | 矛盾心理         | 音樂教室裡的單戀 | ★  |                 |
| 8th | 2019年02月27日 | 黑羊             | 黑羊             | ★  |                 |
| 8th | 2019年02月27日 | 黑羊             | Nobody           | ★  |                 |
| -   | 2020年8月21日  | 誰來鳴響那鐘聲？ | 誰來鳴響那鐘聲？ | ★  | 數字單曲        |

櫻坂46
|      | 發行日期       | 單曲名稱                | 參與歌曲名稱           | MV | 備註   |
| ---- | -------------- | ----------------------- | ---------------------- | -- | ------ |
| 1st  | 2020年12月09日 | Nobody's fault          | Nobody's fault         | ★  | 櫻8    |
| 1st  | 2020年12月09日 | Nobody's fault          | 為什麼我沒有墜入愛河？ | ★  |        |
| 1st  | 2020年12月09日 | Nobody's fault          | 半信半疑               |    |        |
| 1st  | 2020年12月09日 | Nobody's fault          | Plastic regret         |    |        |
| 1st  | 2020年12月09日 | Nobody's fault          | 乘坐末班地鐵           |    |        |
| 1st  | 2020年12月09日 | Nobody's fault          | Buddies                | ★  |        |
| 1st  | 2020年12月09日 | Nobody's fault          | Blue Moon Kiss         |    |        |
| 2nd  | 2021年04月14日 | BAN                     | BAN                    | ★  | 櫻8    |
| 2nd  | 2021年04月14日 | BAN                     | 偶然的回答             | ★  |        |
| 2nd  | 2021年04月14日 | BAN                     | 比我想像中更不寂寞     | ★  |        |
| 2nd  | 2021年04月14日 | BAN                     | 你與我與待洗衣物       |    |        |
| 2nd  | 2021年04月14日 | BAN                     | Microscope             |    |        |
| 2nd  | 2021年04月14日 | BAN                     | 那就是愛啊             |    |        |
| 2nd  | 2021年04月14日 | BAN                     | 櫻坂之詩               |    |        |
| 3rd  | 2021年10月13日 | 流彈                    | 流彈                   | ★  | 選拔   |
| 3rd  | 2021年10月13日 | 流彈                    | Sonia                  |    | Center |
| 3rd  | 2021年10月13日 | 流彈                    | 美麗Nervous            |    |        |
| 4th  | 2022年04月06日 | 五月雨啊                | 五月雨啊               | ★  | 櫻8    |
| 4th  | 2022年04月06日 | 五月雨啊                | 我的兩難               | ★  |        |
| 4th  | 2022年04月06日 | 五月雨啊                | 斷絕                   |    |        |
| 4th  | 2022年04月06日 | 五月雨啊                | 行車間距               | ★  |        |
| 4th  | 2022年04月06日 | 五月雨啊                | 戀愛滅絕之日           |    |        |
| 5th  | 2023年02月15日 | 櫻月                    | 櫻月                   | ★  | 櫻8    |
| 5th  | 2023年02月15日 | 櫻月                    | Cool                   | ★  |        |
| 5th  | 2023年02月15日 | 櫻月                    | 或許是真實             |    |        |
| 5th  | 2023年02月15日 | 櫻月                    | 靈魂的Liar             |    |        |
| 5th  | 2023年02月15日 | 櫻月                    | 直到那一天             | ★  |        |
| 6th  | 2023年06月28日 | Start over!             | Start over!            | ★  | 選拔   |
| 6th  | 2023年06月28日 | Start over!             | 風的聲音               |    |        |
| 6th  | 2023年06月28日 | Start over!             | 一瞬之馬               |    |        |
| 6th  | 2023年06月28日 | Start over!             | 無人機盤旋中           | ★  |        |
| 7th  | 2023年10月18日 | 承認欲求                | 承認欲求               | ★  | 選拔   |
| 7th  | 2023年10月18日 | 承認欲求                | 縫隙風啊               | ★  |        |
| 7th  | 2023年10月18日 | 承認欲求                | 我們的 La vie en rose  |    |        |
| 7th  | 2023年10月18日 | 承認欲求                | 井蓋之上               |    |        |
| 9th  | 2024年06月26日 | 自業自得                | 彼此相愛吧             | ★  |        |
| 10th | 2024年10月23日 | I want tomorrow to come | 我無法喜歡上自己       | ★  |        |
| 10th | 2024年10月23日 | I want tomorrow to come | 暴風雨之前，世界的終結 |    |        |
| 10th | 2024年10月23日 | I want tomorrow to come | 19歲的加列特餅         |    |        |
| 11th | 2025年2月19日  | UDAGAWA GENERATION      | Nothing special        | ★  |        |
| 11th | 2025年2月19日  | UDAGAWA GENERATION      | ULTRAVIOLET            |    |        |
| 11th | 2025年2月19日  | UDAGAWA GENERATION      | 不要走                 |    |        |

其他
| 發行日期      | 單曲名稱       | 參與歌曲名稱 | MV | 備註    |
| ------------- | -------------- | ------------ | -- | ------- |
| 2019年3月13日 | 回憶上心頭DAYS | 必然性       |    | IZ4648  |
| 2019年3月13日 | 回憶上心頭DAYS | 初戀之門     | ★  | 坂道AKB |

### 專輯
櫸坂46
|        | 發行日期        | 專輯名稱                                   | 參與歌曲名稱             | 備註            |
| ------ | --------------- | ------------------------------------------ | ------------------------ | --------------- |
| 01st   | 2017年07月019日 | 抹黑純真                                   | 星期一的早晨，裙子被剪了 |                 |
| 01st   | 2017年07月019日 | 抹黑純真                                   | 從哪能看見東京鐵塔？     |                 |
| 01st   | 2017年07月019日 | 抹黑純真                                   | 太陽不會選擇抬頭的人     | 櫸&平假名櫸坂46 |
| 01st   | 2017年07月019日 | 抹黑純真                                   | 危險計劃                 |                 |
| 01st   | 2017年07月019日 | 抹黑純真                                   | 你已不在                 |                 |
| 01st   | 2017年07月019日 | 抹黑純真                                   | 芭蕾舞與少年             | 156             |
| 精選輯 | 2020年010月7日  | 比永遠更長的一瞬間～那時確實存在過的我們～ | 集中精神                 |                 |
| 精選輯 | 2020年010月7日  | 比永遠更長的一瞬間～那時確實存在過的我們～ | 砂塵                     |                 |

櫻坂46
|      | 發行日期       | 專輯名稱     | 參與歌曲名稱     | 備註 |
| ---- | -------------- | ------------ | ---------------- | ---- |
| 01st | 2022年08月03日 | As you know? | 摩擦係數         |      |
| 01st | 2022年08月03日 | As you know? | 因條件反射而哭泣 |      |
| 01st | 2022年08月03日 | As you know? | 時光機Yeah!      |      |

## 演出

### 電視劇
- 誰殺了德山大五郎？（2016年7月17日－10月2日，東京電視台）：飾演 小池美波[44][45]
- 残酷的观众们（2017年5月18日－7月20日，日本電視台）：飾演 古賀奈緒[46]

### 電影
- ロバマン（2019年10月上映）[47][48]

### 電台節目
- 熱播室（日语：ザ・ヒットスタジオ）（2017年4月4日－2021年9月29日，MBS電台）- 星期二常規助理主持[13]
- 文化放送廣播夜間特別版「櫸坂46小池美波 80年代歌謠曲best 100」（2020年6月9日－12日，文化放送）[49]
- Sound Creators File「大瀧詠一 A LONG VACATION 40周年特輯」（2021年3月7日－21日，NHK-FM）[50]

### 網絡配信
- 櫸坂46小池美波1st寫真集《青春の瓶詰め》發售記念特輯（2019年9月25日，SHOWROOM）[51]
- TOON GATE 縦スクマンガ制作リアリティショー（2022年6月28日－7月29日，YouTube）- 旁白[52][53][注 1]

## 書籍

### 寫真集
- 青春の瓶詰め（2019年9月25日，幻冬舍）[55]

## 外部連結
- 小池美波的Instagram帳戶（2022年11月15日－）（日語）

櫸坂/櫻坂46時期
- 櫸坂46個人介紹頁 （日語）
- 櫻坂46個人介紹頁 （日語）
- 小池美波 官方部落格 （页面存档备份，存于） - 櫸坂46官方网站（2015年11月13日－2020年10月12日）（日語）
- 小池美波 官方部落格 - 櫻坂46官方網站（2020年10月17日－2025年5月31日）（日語）
- 小池美波1st写真集公式的X（前Twitter）（2019年8月5日－）（日語）
- 小池美波1st写真集公式的Instagram帳戶（2019年8月5日－）（日語）
- 小池 美波（櫻坂46）的SHOWROOM專頁（日語）
- 小池美波首本寫真集 特設網站 （页面存档备份，存于） - 幻冬舍（日語）